# Cuplu
În mecanică, cuplul de forțe reprezintă ansamblul format din două forțe egale ca modul, paralele și de sensuri opuse (antiparalele).

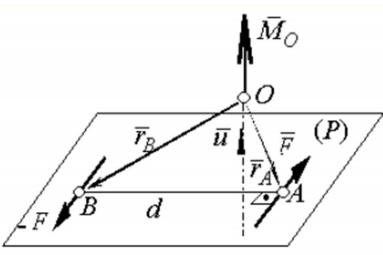
Cuplu de forțe și momentul lor

Cuplul de forțe este caracterizat prin rezultantă nulă și moment nenul:
{\displaystyle {\vec {M}}_{0}={\vec {r}}_{A}\times {\vec {F}}+{\vec {r}}_{B}\times (-{\vec {F}})=({\vec {r}}_{A}-{\vec {r}}_{B})\times {\vec {F}}={\vec {BA}}\times {\vec {F}}.}
Produce o mișcare rotațională pură, fără translație.
Este o noțiune introdusă de matematicianul francez Louis Poinsot în 1804.
În limbajul comun adesea prin termenul de cuplu se înțelege momentul cuplului de forțe.

## Proprietăți
- Rezultanta unui cuplu este nulă.
- Momentul cuplului este constant în modul, direcție și sens pentru toate punctele din spațiu.
- Momentul unui cuplu este un vector liber: este independent de punctul din spațiu în raport cu care se calculează.
- Condiția de echivalență: Două cupluri sunt echivalente dacă au același moment.